# Baggersee Roßau

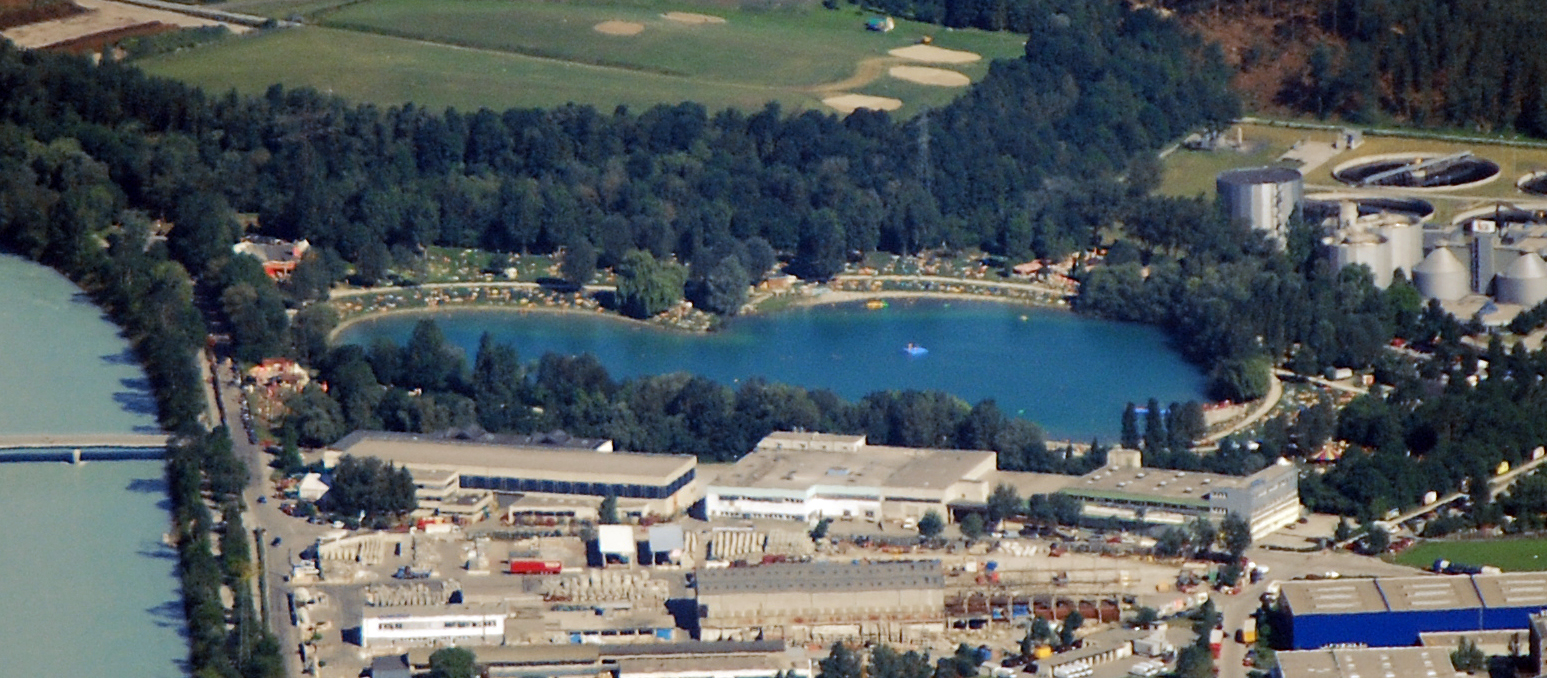
Der Baggersee von Nordwesten mit dem Inn

Der Baggersee, amtlich Badesee Roßau, liegt am östlichen Stadtrand von Innsbruck beim Inn in der Roßau. Mit einer Fläche von 3,6 ha ist er der größte See im Stadtgebiet.

## Geschichte
Auf dem Gelände des heutigen Baggersees wurde von einem Bauunternehmen seit 1960 Schotter abgebaut. Mit der Zeit füllte sich die Grube mit Grundwasser und wurde zum Baden genutzt. Nach dem Auslaufen des Pachtvertrags 1975 wollte die Stadt Innsbruck die Schottergrube einebnen und an ihrer Stelle ein Fernheizkraftwerk errichten. Eine Bürgerinitiative forderte stattdessen den Weiterbestand als Badesee. Nach Prüfungen der Wasserqualität beschloss der Gemeinderat 1977, ihn entsprechend zu adaptieren. Von 1978 bis 1979 wurde der See umgestaltet, die Ufer wurden abgeflacht, die Fläche bepflanzt und eine erste Infrastruktur eingerichtet.
Nach Vandalenakten wurde das Areal 1986 eingezäunt und über Nacht abgesperrt. Ab dem Herbst 1991 wurde das Gelände um 15,6 Millionen Schilling ausgebaut, die Wasserfläche wurde dabei von 2,8 auf 3,6 ha, die Anlage von 6,4 auf 9 ha vergrößert. Es wurden Kinderspielplätze und Sportanlagen eingerichtet und in den Uferbereichen Schilf und Wasserpflanzen angepflanzt. Im Sommer 1992 wurde die neu gestaltete Anlage eröffnet, für die seitdem Eintritt zu zahlen ist.

## Ökologie
Der Baggersee wird durch Grundwasser gespeist und hat keinen natürlichen Zu- oder Abfluss. Durch ein Olszewski-Rohr wird nährstoffreiches Tiefenwasser abgeleitet.
Mit dem Grundwasserstand schwankt der Seespiegel im Jahresverlauf um mehrere Meter.
Der Baggersee weist einen stabilen eutrophen Grundzustand auf. Eine hohe Dichte von Schwebealgen deutet auf eine deutliche Nährstoffbelastung hin.
Im Jahr 2017 wurden Sichttiefen zwischen 1,5 und 2 m gemessen. Die mikrobiologische Badewasserqualität wurde 2016 im westlichen Bereich als ausgezeichnet, im östlichen Bereich als gut bewertet.
Die Wassertemperatur erreicht im Sommer rund 19 bis 24° C.
In den Baggersee wurden verschiedene Fischarten wie Flussbarsch und Laube eingesetzt. 1983 wurden im See zwölf verschiedene Fischarten, darunter Zierfische und in Tirol nicht heimische exotische Fische wie der amerikanische Sonnenbarsch gezählt. Weitere vorkommende Tierarten sind Rotwangenschildkröten, Flusskrebse und die Neuseeländische Zwergdeckelschnecke.

## Nutzung
Der Baggersee hat sich seit seiner Eröffnung zum beliebten Naherholungsgebiet entwickelt, insbesondere für die Bewohner der Reichenau und des Olympisches Dorfes, das seit 1983 mit der New-Orleans-Brücke über den Inn angebunden ist. 2013 wurden 128.000 Badegäste gezählt. Neben dem Badesee finden sich auf dem Gelände Anlagen für Beachvolleyball, Tischtennis, Badminton, Basketball, Streetball, Boccia und Schach. Auch Wettkämpfe wie Triathlons finden hier statt.